# امپریال (میزوری)
امپریال (به انگلیسی: Imperial) یک منطقهٔ مسکونی در ایالات متحده آمریکا است که در شهرستان جفرسون، میزوری واقع شده‌است. امپریال ۱۵٫۶۷ کیلومتر مربع مساحت و ۴٬۷۰۹ نفر جمعیت دارد و ۱۳۶ متر بالاتر از سطح دریا واقع شده‌است.